# Emmanuel de Perceval

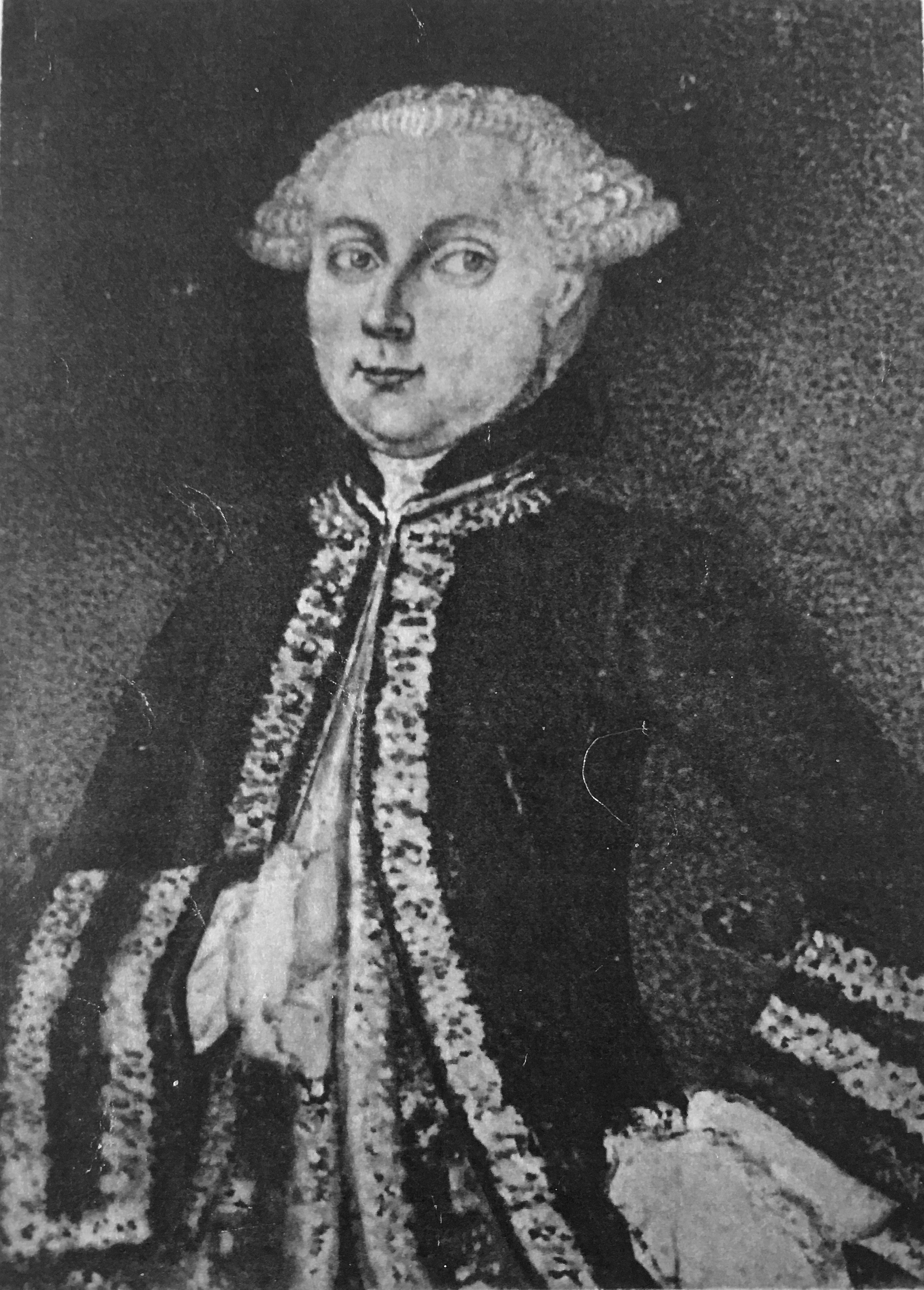

Emmanuel-Joseph-Ghislain de Perceval (Nijvel, 30 maart 1731 - Mechelen, 15 april 1800) was een hoge ambtenaar in het bestuur van de Oostenrijkse Nederlanden.

## Familie
De familie de Perceval was afkomstig van Nijvel. Hij was de zoon van Jean-Guillaume de Perceval (1690-1737), schepen in Nijvel, en van Catherine de Hennau. Hij installeerde zich in Mechelen en huwde er met Barbe van Slabbeek, weduwe van de Mechelse advocaat Corneille de Nelis en stiefmoeder van de Antwerpse bisschop Cornelius Franciscus de Nelis. In een tweede huwelijk huwde hij met Anne-Marie-Françoise Vermylen, zuster van de latere Mechelse burgemeester Jean Joseph Vermylen-Neeffs. Emmanuel was de vader van Jean de Perceval, burgemeester van Putte en later van Mechelen. Emmanuel was de grootvader van de volksvertegenwoordiger Armand de Perceval.

## Oostenrijkse carrière
Hij was achtereenvolgens meier van Bornival en algemeen ontvanger van de stad Mechelen en de heerlijkheid Mechelen (1759). Hij werd algemeen ontvanger voor de Domeinen van de Oostenrijkse administratie en lid van het hof van de Oostenrijkse gouverneur-generaal. Hij werd keizerlijk en koninklijk commissaris voor de stad en de provincie Mechelen. Hij werd in de adelstand verheven. In 1788 was hij in staat het Karmelietessenklooster van Mechelen te kopen, wat een van de vele afgeschafte kloosters was van keizer Jozef II. Hij bleef in functie tot de Fransen in 1795 de Oostenrijkse ambten afschaffen.

## Publicaties
- Herwig de Lannoy: Jean Henri de Perceval (1786-1842), '"maire" van Putte, de eerste liberale burgemeester van Mechelen en volksvertegenwoordiger, 2011
- Erik Aerts: Administratieve briefwisseling van de hervormde Rekenkamer (1787-1789), Algemeen Rijksarchief, 1988